# رشید علیم‌اف
رشید علیم‌اف (زادهٔ ۲۳ ژوئن ۱۹۵۳) سیاست‌مدار اهل تاجیکستان است. وی چندین منصب سیاسی تاکنون برعهده داشته است که از این میان می‌توان سفیر تاجیکستان در چین، وزیر کارهای خارجی تاجیکستان و غیره را برشمرد.